# Henry Condell
Henry Condell, född 5 september 1576 död 29 december 1627, var en engelsk skådespelare.
Condell, som tillhörde samma skådespelartrupp som Shakespeare, uppträdde i många av dennes, Ben Jonsons, Beaumonts och Fletchers skådespel och utgav 1623 jämte sin kamrat, skådespelaren John Heminges den första folioupplagan av Shakespeares samlade dramer.